# Síndrome do Cavaleiro Branco
Síndrome do Cavaleiro Branco é um conceito  psicológico criado pelas psicólogas Mary C. Lamia e Marilyn J. Krieger no livro "The White Knight Syndrome: Rescuing Yourself from Your Need to Rescue Others" (A Síndrome do Cavaleiro Branco: Salvando-se da Necessidade de Salvar os Outros). Para algumas pessoas, o conceito de "Nice Guy" ("Cara Bonzinho)", desenvolvido no livro "No More Mr. Nice Guy" (Não Mais o Sr. Bonzinho), do psicólogo Robert Glover, e o conceito de "Cavaleiro Branco" são sinônimos ou, pelo menos, estão intimamente conectados.

## Visão geral
Apesar do nome do conceito conter a palavra "síndrome" e ter sido criado por duas psicólogas  ph.D, a Síndrome do Cavaleiro Branco não consta na Classificação Estatística Internacional de Doenças e Problemas Relacionados com a Saúde (CID) e, portanto, não é oficialmente reconhecida como uma Síndrome no sentido literal.
A Síndrome do Cavaleiro Branco (já chamada de "Complexo de Salvador"[carece de fontes?]) engloba todos os  homens — e também mulheres — que entram em  relacionamentos românticos com parceiros "danificados" e "vulneráveis", esperando que seu amor transforme o comportamento ou a vida desses parceiros, na esperança de que assim tenham um "felizes para sempre", coisa que raramente acontece.
A Síndrome do Cavaleiro Branco, ou seja, a necessidade de salvar alguém de uma situação (amorosa,  financeira etc) aparentemente "ruim", na tentativa de mudar a personalidade deste alguém e/ou de conseguir o seu amor como recompensa ao "salvamento", é geralmente encarada como algo ruim para o sujeito ativo (aquele que tem a "síndrome"), que normalmente é um homem. Naturalmente, pode ser ruim também para o sujeito passivo (aquele que o Cavaleiro Branco tentará "salvar"). Este último, por sua vez, normalmente é uma mulher.
Algumas formas de "curar" ou "tratar" a Síndrome do Cavaleiro Branco já foram propostas, inclusive no livro que leva seu nome.

## Na Cultura Popular
Yōtarō Hanabusa, protagonista da série de light novel japonesa Ransu Ando Masukusu ("Lance N' Masques", em inglês), é um típico Cavaleiro Branco que, embora tente vencer seu "vício" em "ajudar pessoas em perigo", ele simplesmente não consegue, e isto acaba atrapalhando bastante sua vida.
Pete Townshend, o lendário guitarrista e compositor da banda The Who, afirmou em sua autobiografia: "Eu sofria de uma forma exagerada da Síndrome do Cavaleiro Branco."